# Martin Hofbauer (Fußballspieler)
Martin Hofbauer (* 22. Juni 1992; † 7. März 2015) war ein österreichischer Fußballspieler, „der weltweit als erster Fußballer mit Unterschenkel-Prothese an sämtlichen Bewerbsspielen teilnehmen“ durfte.
Im November 2011 wurde bei Martin Hofbauer, der zu der Zeit eine Lehre als Landmaschinenmechaniker machte, Krebs diagnostiziert. Nach vier Chemotherapien musste der rechte Fuß im Mai 2012 amputiert werden. Zwei Monate später erhielt er seine erste Prothese. Während der Rehabilitation nahm er Kontakt zum Skirennläufer Matthias Lanzinger auf, dem ein Unterschenkel amputiert wurde. Im September 2012 machte Hofbauer erste Schritte mit der Prothese. Im Oktober stand er schon wieder auf dem Fußballplatz und schoss gleich ein Tor. Im November 2012 musste er sich nach Metastasenbildung einer Lungenoperation unterziehen.
Nun stand die Frage im Raum, ob die Teilnahme an Bewerbsspielen aus Sicht der FIFA trotz Prothese erlaubt wäre. Hofbauer hatte in seiner Jugend für Union Saifenboden (1999–2010) gespielt und war seit 2010 Spieler des UFC Miesenbach aus Miesenbach bei Birkfeld, der zu dieser Zeit in der 1. Klasse Ost B (8. Liga) antrat. Als Fan des SK Sturm Graz hatte er diesen auch künstlerisch auf seiner Prothese verewigt. Auf Initiative seines Clubs und mit medialer Unterstützung durch die Kleine Zeitung wurde der Fall an Thomas Hollerer (damals Direktor der Rechtsabteilung des Österreichischen Fußball-Bundes, seit 2016 dessen Generalsekretär) herangetragen. Dieser leitete den Fall an die FIFA weiter, welche nach Rücksprache mit ihrem damaligen Chefmediziner Jiří Dvořák Martin Hofbauer im Mai 2013 als erstem Spieler mit einer Beinprothese eine Spielberechtigung für alle Meisterschaftsspiele erteilte. Diese Entscheidung erzeugte auch über Hofbauers Tod 2015 hinaus international Resonanz.
Am 30. November 2013 wurde er in der Wiener Hofburg von life goes on mit einer TARA in der Kategorie Sport ausgezeichnet; Laudator war Didi Constantini. Im Mai 2014 erhielt Hofbauer den Styrian-Sports-Award. Er starb an den Folgen seiner Krebserkrankung in der Nacht auf den 7. März 2015 im Alter von 22 Jahren. Die Begräbnisfeierlichkeiten fanden am 10. März 2015 in der Aufbahrungshalle, der Pfarrkirche und dem Friedhof von Birkfeld statt.

## Nachwirken
Die starke Resonanz auf die Entscheidung der FIFA, Hofbauer eine Spielberechtigung zu erteilen, ergab sich nicht nur aufgrund des tragischen Lebensweges, sondern auch deswegen, weil der Weltfußballverband damit einen Präzedenzfall zum Umgang mit Prothesensportlern in Ligen außerhalb des Behindertensports geschaffen hatte. Davor hatten Fußballer, die trotz Amputationen an Bewerbsspielen teilnahmen (etwa Robert Schlienz), diese nicht an den unteren Gliedmaßen erlitten.
Im Dezember 2018 erhielt der UFC Miesenbach eine Anfrage aus Kolumbien. Dort konstituierte sich gerade ein Verein für amputierte Fußballer (Seleccion futbol caqueta amputados), die Mitglieder baten um eine Videobotschaft von Hofbauers Mannschaft, da sie seiner bei ihrer Gründungsversammlung gedenken wollten. Ein Porträt Hofbauers in Trikot mit seiner Prothese in Händen war auf Eintrittskarten und Plakaten zur Veranstaltung abgedruckt. Der UFC Miesenbach entsprach dem Wunsch und produzierte eine Videobotschaft. Für den Juni 2019 war darüber hinaus ein Freundschaftsspiel mit der kolumbianischen Mannschaft geplant.